# Gennadas elegans
Gennadas elegans är en kräftdjursart som först beskrevs av Sidney Irving Smith 1882.  Gennadas elegans ingår i släktet Gennadas och familjen Benthesicymidae. Inga underarter finns listade i Catalogue of Life.